# Armend Thaqi
Armend Thaqi, född 10 oktober 1992 i Pristina i FR Jugoslavien, är en kosovansk fotbollsspelare (försvarare) som spelar för den kosovanska klubben KF Gjilani.